# Diphascon gordonense
Diphascon gordonense är en djurart som tillhör fylumet trögkrypare, och som beskrevs av Pilato, Claxton och Donald S. Horning 1991. Diphascon gordonense ingår i släktet Diphascon och familjen Hypsibiidae. Inga underarter finns listade i Catalogue of Life.